# Didiplis diandra
Didiplis diandra is een plant uit de kattenstaartfamilie, afkomstig uit Noord-Amerika (Verenigde Staten). De plant wordt maximaal  25-35 cm hoog en groeit gemiddeld tot snel. De plant is een helofyt.  Vermeerdering gaat via stekken en zijscheuten. 

## Aquaristiek
De soort wordt toegepast als aquariumplant. Beste standplaats is  middenzone en voorgrond, met een zeer hoge lichtbehoefte bij een temperatuur van 24 to 28 °C.
De aquariumplant is niet geschikt voor beginners.